# باد شميدهبرغ
باد اشميدبرغ (بالألمانية: Bad Schmiedeberg) هي بلدة ألمانية تقع في ألمانيا في ساكسونيا أنهالت.  يقدر عدد سكانها بـ 9,382 نسمة .